# Cyrillia linearis
Espèce
Synonymes
- Clathurella elegans (Donovan, 1803) Loc., 1886[2],[3]
- Murex elegans Donovan, 1803
- Raphitoma linearis (Donovan, 1803)
- Raphitoma elegans (Donovan, 1804)

Cyrillia linearis, le Raphitome à lignes, est une espèce de mollusques gastéropodes marins de la famille des Raphitomidae trouvée dans la Manche, sur les côtes françaises de l'océan Atlantique, en Méditerranée, Corse comprise,.
Note : le nom Clathurella elegans (Donovan, 1803) serait aussi un possible synonyme de Raphitoma linearis, selon Ramazzotti et al., 2016. Ce nom en synonymie admet un homonyme, Clathurella elegans Pease, 1860.